# Kim Sun-a
Kim Sun-a (Daegu, Corea del Sur, 1 de octubre de 1973) es una actriz surcoreana, conocida por ser la protagonista de la popular serie de televisión My Lovely Sam Soon (2005). Otras series destacables incluyen The City Hall (2009), El aroma de una mujer (2011) y The Lady in Dignity (2017).

## Primeros años
Kim Sun nació en Daegu en 1973. Siendo la mayor de tres hermanos, con un hermano y una hermana menor. Cuando estaba en la escuela secundaria, su familia emigró a Japón, y ella pasó gran parte de su adolescencia en Chōfu, Tokio, donde aprendió a hablar el japonés con fluidez.
En 1993 se matriculó en la Universidad Estatal Ball en Indiana, Estados Unidos como estudiante de piano (por lo cual ella también se hizo fluida en el idioma inglés).

## Carrera
Mientras que pasaba sus vacaciones de verano en Corea del Sur en 1996 debutó artísticamente. A pesar de su inexperiencia en el mundo del espectáculo, ella dejó la universidad y, posteriormente, participó en un comercial para Cosméticos Hanbul con el lema "yo sentí su aroma en una mujer extraña", que pusieron en marcha su carrera. Entonces apareció en un vídeo musical de Kim Hyun-cheol, y posteriormente en 1997 comenzó a interpretar personajes de reparto en la televisión, sin embargo no destacó. Primero llegó a ser conocida como una actriz de cine, debutando en la película de gran presupuesto y poca recaudación Ayer , antes de interpretar la inesperadamente exitosa Sueños Húmedos. Inicialmente había considerado una carrera de canto y audicionó con éxito para unirse al proyecto de género mixto el grupo "GOT6" de Park Joon-hyung y Park Jin-young en 1997, pero lo abandonó al año siguiente para seguir actuando. A continuación, el grupo se convirtió en la banda de chicos g.o.d. La identidad de Kim como la cantante anónima que fue originalmente parte de "GOT6" fue revelada por Park Joon-hyung y confirmada por Kim en el año 2015.
Durante la primera parte de 2005 protagonizó la comedia de acción She's on Duty, más tarde regresó a los dramas lo cual resultó ser la mejor decisión de su carrera al protagonizar Mi adorable Sam Soon, que acabó convirtiéndose en el drama más visto del año 2005. Posteriormente decidió terminar su carrera universitaria al transferirse a la Universidad Kyung Hee en teatro y cine (se graduó en 2009 y recibió un Premio de la Universidad de Arte y Diseño).
Su primer proyecto después de Mi Adorable Sam Soon sería la película Thursday's Child, pero el proyecto desarrolló problemas durante la filmación. La compañía de producción cinematográfica Yoon y Joon la demandó por incumplimiento de contrato y daños y perjuicios por un valor de ₩1 mil millones, alegando que la actriz era responsable por sus pérdidas de más de ₩2.3 mil millones. Ganó la demanda en el año 2007, con la Corte Central del Distrito de Seúl fallando a favor de que Kim no tuvo ninguna responsabilidad en el cierre de la película. Después de someterse a revisiones de guiones y un cambio de director y actriz principal ( Yunjin Kim), Thursday's Child finalmente cambio de nombre y se estrenó como Seven Days.
A principios de 2008 estuvo envuelta en otra polémica. Hoon Na-un, cantante de trot con una carrera que abarca más de 40 años, fue falsamente difamado de haber sido castrado por los yakuza, porque él estaba teniendo una aventura con la amante de un jefe de la pandilla, el rumor no solo se limitaba a Na-un sino que involucraba a las actrices Kim Hye-soo y Kim Sun-a. Na terminó celebrando una conferencia de prensa en la que casi se despojó de su ropa con el fin de demostrar que el rumor era falso, y exigió de los medios de comunicación disculpas para las dos actrices.
Después de una pausa de tres años causada por disputas legales y contractuales, Kim finalmente volvió a trabajar en 2008, protagonizando en la gran pantalla la comedia Girl Scouts, y el mal recibido drama Night After Night (también conocida como When It's At Night). En 2009 The City Hall, donde ella interpretaba a una oficial de clase baja de la ciudad, cuya vida da un giro cuando gana un concurso y luego se convierte en alcaldesa, fue un modesto éxito, con los fan acreditando su éxito a la química entre Kim y su coestrella Cha Seung-won.
En el 2012 participó en la serie de comedia romántica I Do, I Do como una diseñadora de zapatos adicta al trabajo que queda embarazada después de una noche con un empleado mucho más joven, y entonces conoce a un encantador obstetra. Su retorno a la pantalla grande en 2013 con el thriller Los Cinco, basado en el popular webtoon de Jeong Yeon-shik, en la que Kim interpretó a una mujer que busca venganza contra el asesino que mató a su familia y la dejó lisiada (su interpretación más tarde le otorgó el premio a Mejor Actriz en el 34.º Festival de Cine de Oro).
En 2014 su contrato con King Kong Entertainment terminó, y firmó con nueva agencia, Fantagio. luego ganó la demanda que había presentado contra una clínica de cirugía plástica en Busan por el incumplimiento de sus derechos de publicidad mediante el uso de su nombre y las fotos de su publicidad sin su permiso; por la cual recibió ₩25 millones en daños.
En febrero de 2015 terminó su contrato con Fantagio. Luego se unió al elenco de Masked Prosecutor, sobre un fiscal que se convierte en un vigilante enmascarado por la noche; Kim personifico a la jefa de un escuadrón de detectives de la unidad de crímenes violentos.
En octubre de 2015 firmó un contrato de exclusividad con la agencia de gestión de C-JeS Entertainment.
En 2017 protagonizó el thriller de misterio The Lady in Dignity, dando vida a una mujer de una familia pobre, cuya ambición es convertirse en un miembro de la clase alta. La serie de JTBC obtuvo la más alta calificación, con una calificación de 12.065%..
En diciembre de 2017 dejó la C-JeS Entertainment y firmó con su nueva agencia Good People Entertainment.
En 2018 protagonizó el melodrama de romance, Should We Kiss First?, como una mujer divorciada.
El 21 de noviembre del mismo año se unió al elenco principal de la serie Children of Nobody (también conocida como "Red Moon, Blue Sea") donde dio vida a Cha Woo-kyung, una consejera psicológica de niños. Woo-kyung es una buena hija para sus padres, una buena esposa para su esposo y una buena madre para su hijo, sin embargo cuando se ve involucrada en un accidente, decide buscar la verdad detrás de los misteriosos incidentes que comienzan a suceder luego del accidente, hasta el final de la serie el 16 de enero de 2019.
El 18 de septiembre de 2019 se unió al elenco principal de la serie Secret Boutique, donde interpretó a Jang Do-young (Jenny Jang), hasta el final de la serie el 28 de noviembre del mismo año.
En julio de 2021 se anunció que estaba en pláticas para unirse al elenco de la serie Fortress of Heaven; de aceptar podría dar vida a Han Hye-ryul, la jefa de la división especial de la Fiscalía del Distrito Central de Seúl, una persona ambiciosa que no está satisfecha con su puesto actual y aspira a convertirse en fiscal general o en alguien más alto.
En 2023 protagonizó la serie de misterio y venganza Queen of the Mask, con el papel de una famosa abogada que esconde un lado oscuro en su vida.

## Filmografía

### Películas
| Año  | Título                            | Rol               | Notes              |
| ---- | --------------------------------- | ----------------- | ------------------ |
| 2002 | Yesterday                         | May               |                    |
| 2002 | Wet Dreams                        | Yoo-ri            |                    |
| 2003 | Once Upon a Time in a Battlefield | esposa de Gyebaek | Cameo              |
| 2003 | The Greatest Expectation          | Mi-young          |                    |
| 2003 | Happy Ero Christmas               | Heo Min-kyung     |                    |
| 2004 | S Diary                           | Na Jin-hee        |                    |
| 2005 | She's on Duty                     | Chun Jae-in       |                    |
| 2007 | The Worst Guy Ever                |                   | Cameo              |
| 2008 | Girl Scout                        | Choi Mi-kyung     |                    |
| 2008 | Sweet Lie                         | primer amor Sun-a | Cameo              |
| 2010 | Attack the Gas Station 2          | ella              | Cameo              |
| 2011 | Pitch High                        | Oh Yoo-ran        | [ 33 ]             |
| 2013 | The Five                          | Go Eun-ah         |                    |
| 2016 | Operation Chromite                | Kim Hwa-young     | aparición especial |

### Series de televisión
| Año     | Título                                           | Rol                        | Red       |
| ------- | ------------------------------------------------ | -------------------------- | --------- |
| 1997    | Bang-ul-i                                        |                            | MBC       |
| 1997    | Three Guys and Three Girls                       |                            | MBC       |
| 1997    | New York Story                                   |                            | SBS       |
| 1997    | White Christmas                                  |                            | SBS       |
| 1998    | Winners                                          |                            | SBS       |
| 1998    | Love and Success                                 | Lee Mi-ran                 | MBC       |
| 1998    | Forever Yours                                    | Hwang Ji-young             | MBC       |
| 1998    | MBC Best Theater: "Her Flower Pot No. 1"         | Oh Hyun-ah                 | MBC       |
| 1999    | MBC Best Theater: "A Scent of That Winter's Day" | Joo-yeon                   | MBC       |
| 1999    | Jump                                             |                            | MBC       |
| 1999    | Love Story: "Sunflower"                          |                            | SBS       |
| 2000    | Joa, Joa                                         | Woon Jo-Ah                 | SBS       |
| 2000    | Golden Era                                       | Lee Joo-young              | MBC       |
| 2003    | Pretty Woman                                     | (cameo)                    | MBC       |
| 2005    | My Lovely Sam Soon                               | Kim Sam-soon               | MBC       |
| 2008    | Night After Night                                | Heo Cho-hee                | MBC       |
| 2009    | City Hall                                        | Shin Mi-rae                | SBS       |
| 2011    | Scent of a Woman                                 | Lee Yeon-jae               | SBS       |
| 2012    | I Do, I Do                                       | Hwang Ji An                | MBC       |
| 2013    | Competition of Roses                             | Shen Wei                   |           |
| 2015    | The Man in the Mask                              | Yoo Min-hee                | KBS2      |
| 2017    | The Lady in Dignity                              | Park Bok-ja                | JTBC      |
| 2018    | Should We Kiss First?                            | An Soon-jin                | SBS       |
| 2018-19 | Children of Nobody                               | Cha Woo-kyung              | MBC       |
| 2019    | Secret Boutique                                  | Jenny Jang / Jang Do-young | SBS       |
| 2022    | The Empire                                       | Han Hye-ryul               | JTBC      |
| 2023    | Queen of the Mask                                | Do Jae-yi                  | Channel A |

### Vídeos musicales
| Año  | Título de la canción    | Artista              |
| ---- | ----------------------- | -------------------- |
| 2000 | "I Realized Too Late"   | Yoo Ji-min           |
| 2000 | "Serenade"              | Jinu                 |
| 2000 | "I Didn't Go to School" | Ryang Hyun, Ryang Ha |
| 2000 | "Time Out"              | J                    |
| 2007 | "Three People"          | Lee Ki-chan          |

### Teatro Musical
| Año  | Título         | Rol |
| ---- | -------------- | --- |
| 2000 | Guys and Dolls |     |

## Premios y nominaciones
| Año  | Premio                                           | Categoría                                        | Nominación               | Resultado | Ref.          |
| ---- | ------------------------------------------------ | ------------------------------------------------ | ------------------------ | --------- | ------------- |
| 2002 | 23rd Blue Dragon Film Awards                     | Mejor actriz revelación                          | Wet Dreams               | Nominada  |               |
| 2003 | 26th Golden Cinematography Awards                | Mejor actriz revelación                          | Yesterday                | Ganadora  |               |
| 2003 | 24th Blue Dragon Film Awards                     | Mejor actriz                                     | The Greatest Expectation | Nominada  |               |
| 2004 | 2nd CGV Viewer's Choice of the Year Awards       | Mejor actriz                                     | The Greatest Expectation | Ganadora  |               |
| 2004 | 40th Baeksang Arts Awards                        | Actriz más popular (película)                    | The Greatest Expectation | Ganadora  |               |
| 2004 | 41st Grand Bell Awards                           | mejor actriz nueva                               | The Greatest Expectation | Nominada  |               |
| 2004 | 27th Golden Cinematography Awards                | Actriz más popular                               | The Greatest Expectation | Ganadora  |               |
| 2005 | 18th Grimae Awards                               | Mejor actriz                                     | My Lovely Sam Soon       | Ganadora  |               |
| 2005 | 6th Korea Visual Arts Festival                   | Más fotogénica, categoría actriz de tv           | My Lovely Sam Soon       | Ganadora  |               |
| 2005 | Korea Green Foundation                           | 100 Personas que iluminan nuestro mundo          | My Lovely Sam Soon       | Ganadora  |               |
| 2005 | MBC Drama Awards                                 | Grand Prize (Daesang)                            | My Lovely Sam Soon       | Ganadora  | [ 38 ]        |
| 2005 | MBC Drama Awards                                 | Premio alta excelencia, actriz                   | My Lovely Sam Soon       | Ganadora  | [ 38 ]        |
| 2005 | MBC Drama Awards                                 | Premio de popularidad                            | My Lovely Sam Soon       | Ganadora  | [ 38 ]        |
| 2005 | MBC Drama Awards                                 | Mejor pareja (junto a Hyun Bin)                  | My Lovely Sam Soon       | Ganadora  | [ 38 ]        |
| 2006 | 42nd Baeksang Arts Awards                        | Mejor actriz (TV)                                | My Lovely Sam Soon       | Nominada  |               |
| 2006 | 1st Seoul International Drama Awards             | Mejor actriz                                     | My Lovely Sam Soon       | Nominada  |               |
| 2007 | 19th Korean Broadcasting Producers Award         | Mejor presentación                               | My Lovely Sam Soon       | Ganadora  | [ 39 ]        |
| 2008 | MBC Drama Awards                                 | Premio alta excelencia, actriz                   | Night After Night        | Nominada  |               |
| 2009 | Kyung Hee University - College of Art and Design | Premio a los logros                              | —                        | Ganadora  |               |
| 2009 | SBS Drama Awards                                 | Premio alta excelencia, actriz de drama especial | City Hall                | Ganadora  | [ 40 ]        |
| 2009 | SBS Drama Awards                                 | Top 10 Stars                                     | City Hall                | Ganadora  | [ 40 ]        |
| 2011 | 1° premio de tv por cable                        | Mejor actriz                                     | City Hall                | Nominada  |               |
| 2011 | China Entertainment Television                   | Top 10 más calientes de Asia                     | Scent of a Woman         | Ganadora  |               |
| 2011 | SBS Drama Awards                                 | Premio alta excelencia, actriz                   | Scent of a Woman         | Ganadora  | [ 41 ]        |
| 2011 | SBS Drama Awards                                 | Top 10 estrellas                                 | Scent of a Woman         | Ganadora  | [ 41 ]        |
| 2012 | 48th Baeksang Arts Awards                        | Mejor actriz (TV)                                | Scent of a Woman         | Nominada  |               |
| 2012 | MBC Drama Awards                                 | Premio alta excelencia, actriz de miniseries     | I Do, I Do               | Nominada  |               |
| 2014 | 34th Golden Cinema Festival                      | Mejor actriz                                     | The Five                 | Ganadora  | [ 42 ]        |
| 2018 | 54th Baeksang Arts Awards                        | Mejor actriz                                     | The Lady in Dignity      | Nominada  | [ 43 ]        |
| 2018 | 2nd The Seoul Awards                             | Mejor actriz en drama                            | Should We Kiss First?    | Nominada  | [ 44 ] [ 45 ] |
| 2018 | 26th SBS Drama Awards                            | Grand Prize (Daesang)                            | Should We Kiss First?    | Ganadores | [ 46 ]        |
| 2018 | 26th SBS Drama Awards                            | Mejor pareja (junto a Kam Woo-sung)              | Should We Kiss First?    | Ganadores |               |